# Pagsanjan
Pagsanjan is een gemeente in de Filipijnse provincie Laguna op het eiland Luzon. Bij de laatste census in 2010 telde de gemeente ruim 39 duizend inwoners.

## Geografie

### Bestuurlijke indeling
Pagsanjan is onderverdeeld in de volgende 16 barangays:
| - Anibong - Barangay I - Barangay II - Biñan - Buboy - Cabanbanan - Calusiche - Dingin | - Lambac - Layugan - Magdapio - Maulawin - Pinagsanjan - Sabang - Sampaloc - San Isidro |

## Demografie
Pagsanjan had bij de census van 2010 een inwoneraantal van 39.313 mensen. Dit waren 3.369 mensen (9,4%) meer dan bij de vorige census van 2007. Ten opzichte van de census van 2000 was het aantal inwoners gegroeid met 6.691 mensen (20,5%). De gemiddelde jaarlijkse groei in die periode kwam daarmee uit op 1,88%, hetgeen lager was dan het landelijk jaarlijks gemiddelde over deze periode (1,90%).

De bevolkingsdichtheid van Pagsanjan was ten tijde van de laatste census, met 39.313 inwoners op 26,36 km², 1491,4 mensen per km².

## Geboren in Pagsanjan
- Pedro Pelaez (12 juni 1812), rooms-katholiek geestelijke (overleden 1863);
- Francisco Benitez (1 juni 1887), universiteitsbestuurder (overleden 1951);
- Conrado Benitez (26 november 1889), schrijver, journalist en universiteitsbestuurder (overleden 1971);
- Antonio Ejercito (5 juni 1896), medisch onderzoeker (overleden 1959);
- Generoso Maceda (17 juli 1903), antropoloog (overleden 1958);
- Gregorio Zaide (25 mei 1907), historicus (overleden 1986).